# 1986 no cinema

## Principais filmes produzidos
- 'Round Midnight, de Bertrand Tavernier, com François Cluzet e Dexter Gordon
- 37°2 le matin, de Jean-Jacques Beineix, com Béatrice Dalle e Jean-Hughes Anglade
- À Flor do Mar, de João César Monteiro, com Laura Morante, Philip Spinelli e Manuela de Freitas
- De Aanslag, de Fons Rademakers, com Derek de Lint
- About Last Night..., de Edward Zwick, com Rob Lowe, Demi Moore e James Belushi
- Absolute Beginners, de Julien Temple, com David Bowie
- Um Adeus Português, de João Botelho, com Isabel de Castro, João Perry e Ruy Furtado
- El amor brujo, de Carlos Saura, com Antonio Gades
- At Close Range, de James Foley, com Sean Penn, Christopher Walken e Mary Stuart Masterson
- Big Trouble in Little China, de John Carpenter, com Kurt Russell e Kim Cattrall
- Blue Velvet, de David Lynch, com Kyle MacLachlan, Isabella Rossellini, Dennis Hopper e Laura Dern
- Children of a Lesser God, de Randa Haines, com William Hurt e Marlee Matlin
- The Color of Money, de Martin Scorsese, com Paul Newman, Tom Cruise e Mary Elizabeth Mastrantonio
- Crimes of the Heart, de Bruce Beresford, com Diane Keaton, Jessica Lange, Sissy Spacek e Sam Shepard
- Crocodile Dundee, de Peter Faiman, com Paul Hogan
- Diavolo in corpo, de Marco Bellocchio
- Down by Law, de Jim Jarmusch, com Tom Waits, Roberto Benigni e Ellen Barkin
- Eu sei que vou te amar, de Arnaldo Jabor, com Fernanda Torres e Thales Pan Chacon
- Ferris Bueller's Day Off, de John Hughes, com Matthew Broderick, Mia Sara e Alan Ruck
- The Fly, de David Cronenberg, com Jeff Goldblum e Geena Davis
- Die Geduld der Rosa Luxemburg, de Margarethe von Trotta, com Barbara Sukowa
- Ginger e Fred, de Federico Fellini, com Marcello Mastroianni e Giulietta Masina
- Hannah and Her Sisters, de Woody Allen, com Barbara Hershey, Mia Farrow, Michael Caine, Carrie Fisher, Maureen O'Sullivan, Dianne Wiest e Max von Sydow
- Heartburn, de Mike Nichols, com Jack Nicholson, Meryl Streep e Jeff Daniels
- Highlander, de Russell Mulcahy, com Christopher Lambert e Sean Connery
- The Hitcher, de Robert Harmon, com Rutger Hauer e Jennifer Jason Leigh
- Jean de Florette, de Claude Berri, com Yves Montand e Gérard Depardieu
- Le lieu du crime, de André Téchiné, com Catherine Deneuve
- The Lightship, de Jerzy Skolimowski, com Robert Duvall e Klaus Maria Brandauer
- Manon des sources, de Claude Berri, com Yves Montand e Emmanuelle Béart
- Matador, de Pedro Almodóvar, com Assumpta Serna, Antonio Banderas e Carmen Maura
- Mauvais sang, de Leos Carax, com Michel Piccoli e Juliette Binoche
- Max mon amour, de Nagisa Ōshima, com Charlotte Rampling e Victoria Abril
- O Meu Caso, de Manoel de Oliveira, com Bulle Ogier e Luís Miguel Cintra
- Mona Lisa, de Neil Jordan, com Bob Hoskins e Michael Caine
- The Morning After, de Sidney Lumet, com Jane Fonda, Jack Lemmon e Raul Julia
- The Mosquito Coast, de Peter Weir, com Harrison Ford e River Phoenix
- Der Name der Rose, de Jean-Jacques Annaud, com Sean Connery, Christian Slater e William Hickey
- Nine 1/2 Weeks, de Adrian Lyne, com Mickey Rourke e Kim Basinger
- Offret, de Andrei Tarkovski, com Erland Josephson
- Peggy Sue Got Married, de Francis Ford Coppola, com Kathleen Turner e Nicolas Cage
- Platoon, de Oliver Stone, com Willem Dafoe, Tom Berenger, Johnny Depp e Kevin Dillon
- Le rayon vert, de Eric Rohmer
- Salvador, de Oliver Stone, com James Woods e James Belushi
- Sid and Nancy, de Alex Cox, com Gary Oldman
- Something Wild (filme), de Jonathan Demme, com Jeff Daniels, Melanie Griffith e Ray Liotta
- Tenue de soirée, de Bertrand Blier, com Gérard Depardieu, Michel Blanc e Miou-Miou
- Varjoja paratiisissa, de Aki Kaurismäki
- Labirinto - A Magia do Tempo, de Jim Henson, com Jennifer Connelly e David Bowie

## Nascimentos
| Data            | Nome                     | Profissão                             | Nacionalidade  | Observações | Ref |
| --------------- | ------------------------ | ------------------------------------- | -------------- | ----------- | --- |
| 5 de janeiro    | Deepika Padukone         | atriz                                 | Índia          |             |     |
| 14 de fevereiro | Tiffany Thornton         | atriz                                 | Estados Unidos |             |     |
| 7 de março      | Mona Fastvold            | diretora e atriz                      | Noruega        |             |     |
| 14 de março     | Jamie Bell               | ator                                  | Reino Unido    |             |     |
| 16 de março     | Alexandra Daddario       | atriz                                 | Estados Unidos |             |     |
| 3 de abril      | Amanda Bynes             | atriz e estilista                     | Estados Unidos |             |     |
| 26 de abril     | Thomás Aquino            | ator                                  | Brasil         |             |     |
| 3 de maio       | Pom Klementieff          | atriz                                 | França         |             |     |
| 12 de maio      | Emily VanCamp            | atriz                                 | Canadá         |             |     |
| 13 de maio      | Robert Pattinson         | ator                                  | Reino Unido    |             |     |
| 21 de maio      | Da'Vine Joy Randolph     | atriz                                 | Estados Unidos |             |     |
| 3 de junho      | Woo Ji-hyun              | ator                                  | Coreia do Sul  |             |     |
| 13 de junho     | Mary-Kate e Ashley Olsen | atrizes e empresárias                 | Estados Unidos |             |     |
| 18 de junho     | Richard Madden           | ator                                  | Escócia        |             |     |
| 27 de junho     | Drake Bell               | ator, cantor e compositor             | Estados Unidos |             |     |
| 2 de agosto     | Lily Gladstone           | atriz                                 | Estados Unidos |             |     |
| 7 de Setembro   | Jodie Turner-Smith       | atriz                                 | Reino Unido    |             |     |
| 20 de Setembro  | Aldis Hodge              | ator                                  | Estados Unidos |             |     |
| 2 de outubro    | Camilla Belle            | atriz                                 | Estados Unidos |             |     |
| 10 de novembro  | Josh Peck                | ator                                  | Estados Unidos |             |     |
| 25 de novembro  | Cole Escola              | comediante, ator, cantor e dramaturgo | Estados Unidos |             |     |

## Mortes
| Data            | Nome               | Profissão                | Nacionalidade            | Observações | Ref |
| --------------- | ------------------ | ------------------------ | ------------------------ | ----------- | --- |
| 19 de fevereiro | Adolfo Celi        | ator e diretor           | Itália                   | n. 1922     |     |
| 10 de março     | Ray Milland        | ator                     | Reino Unido              | n. 1905     |     |
| 22 de março     | Charles Starrett   | ator                     | Estados Unidos           | n. 1903     |     |
| 30 de março     | James Cagney       | ator                     | Estados Unidos           | n. 1899     |     |
| 23 de abril     | Otto Preminger     | cineasta                 | Áustria / Estados Unidos | n. 1906     |     |
| 26 de abril     | Broderick Crawford | ator                     | Estados Unidos           | n. 1911     |     |
| 6 de maio       | Laura Alves        | atriz, comediante        | Portugal                 | n. 1927     |     |
| 23 de maio      | Sterling Hayden    | ator                     | Estados Unidos           | n. 1916     |     |
| 26 de maio      | Gunnar Björnstrand | ator                     | Suécia                   | n. 1909     |     |
| 25 de julho     | Vincente Minnelli  | cineasta                 | Estados Unidos           | n. 1903     |     |
| 6 de agosto     | Emilio Fernández   | cineasta                 | México                   | n. 1904     |     |
| 5 de outubro    | Hal B. Wallis      | produtor cinematográfico | Estados Unidos           | n. 1899     |     |
| 29 de novembro  | Cary Grant         | ator                     | Estados Unidos           | n. 1904     |     |
| 28 de dezembro  | Andrei Tarkovski   | cineasta                 | União Soviética          | n. 1932     |     |